# Johann Orsolics
Johann Orsolics, detto Hans (Vienna, 14 maggio 1947), è un ex pugile austriaco, campione d'Europa Pesi superleggeri e welter. Fu avversario di Bruno Arcari, Carmelo Bossi, Silvano Bertini e Carlo Duran.

## Carriera
Passò professionista ad appena 18 anni. A venti fu designato per sfidare il trentatreenne tedesco Conny Rudhof per la cintura europea, il 6 giugno 1967, con appena 12 combattimenti alle spalle (una sola sconfitta). Si impose ai punti in quindici riprese, di fronte al pubblico amico della sua Vienna. Anche in seguito, non combatterà mai fuori dall'Austria o dalla Germania e, preferibilmente nella sua città.
Il 12 settembre successivo, mise in palio il titolo contro il trentacinquenne Juan “Sombrita” Albornoz, già avversario di Sandro Lopopolo e lo mise KO all'ottava ripresa. La rivincita, concessa dopo tre mesi, sempre a Vienna, terminò in pareggio e gli consentì di conservare il titolo.
Il 7 maggio 1968 incontrò a Vienna, di fronte a quindicimila spettatori osannanti, il campione d'Italia Bruno Arcari. L'italiano, più anziano di cinque anni, vantava un bagaglio di esperienza decisamente maggiore, sia per numero d'incontri combattuti da professionista, sia per un'interessante carriera da dilettante. Orsolics, più alto di alcuni centimetri, partì subito all'attacco mentre Arcari, inizialmente, si limitò a incassare e a replicare con forza. Dopo la quarta ripresa il detentore cominciò a rallentare per recuperare fiato e l'italiano aumentò progressivamente un ritmo già alto. Al 7º round, un profondo taglio si aprì sulle sopracciglia di Osolics. Al 12º round l'austriaco l’arbitro Smith fermò il match, assegnando vittoria e titolo europeo ad Arcari.
Orsolics passò quindi alla categoria superiore e, il 26 settembre 1969 conquistò la cintura europea dei pesi welter battendo il francese Jean Josselin per KO al quarto round alla Stadthalle di Vienna. Il 26 gennaio 1970, la difese dall'assalto del tedesco Klaus Klein, battendolo per knock-out tecnico alla nona ripresa.
Il 9 aprile 1970, a Vienna, mise in palio il titolo contro l'ex Campione europeo Carmelo Bossi, battendolo ai punti.
In vista di un possibile tentativo per l'avventura mondiale, il 3 settembre 1970 affrontò a Vienna il temibilissimo Eddie Perkins, già Campione del mondo dei superleggeri ed avversariio di Duilio Loi. Lo statunitense lo mise Ko alla quinta ripresa, distogliendolo dalle sue aspirazioni.
Il 20 novembre successivo, perse il titolo europeo, sconfitto dal britannico Ralph Charles, per KO al dodicesimo round.
Passato a combattere nella categoria superiore dei superwelter, nel giugno 1971, a Vienna, fu costretto al pari da Remo Golfarini. 
Il 15 marzo 1973 tentò la scalata europea anche nei superwelter ma dovette arrendersi all'esperienza e alla classe di Carlo Duran, ai punti in 15 riprese. 
Ugualmente con esito negativo furono i suoi successivi analoghi tentativi. Nel febbraio 1974 perse per Kot contro il franco-armeno Jacques Kechikhian. Il 4 maggio 1974 batte ai punti l'ex Campione d'Europa dei pesi medi, Elio Calcabrini e il 5 novembre successivo perde contro lo spagnolo José Durán, per Knock-out tecnico. Fu il suo ultimo incontro.